# 탈라셈타네 국립공원
탈라셈탄 국립공원은 모로코 북부의 리프 지역에 위치한 국립공원이다. 지중해 대륙간 생물권 보전지역의 일부이다.

## 역사
이 지역은 1998년 10월 12일 유네스코 세계유산 잠정 목록에 "자연" 범주로 추가되었다. 이 공원은 2004년 10월에 모로코의 위협받는 전나무 숲의 마지막을 보존하기 위해 조성되었다.

## 지리
589.5 km2 (228 mi2) 면적의 공원 고도는 350–1,050 m (1,150–3,440 ft) 사이이다.

### 접근성
이 공원은 인기 있는 관광지인 셰프샤우엔과 가까워 흔한 하이킹 목적지이다. 볼거리로는 자연적인 다리 형태인 신의 다리와 엘 칼라아 및 아크추르 마을이 있다.

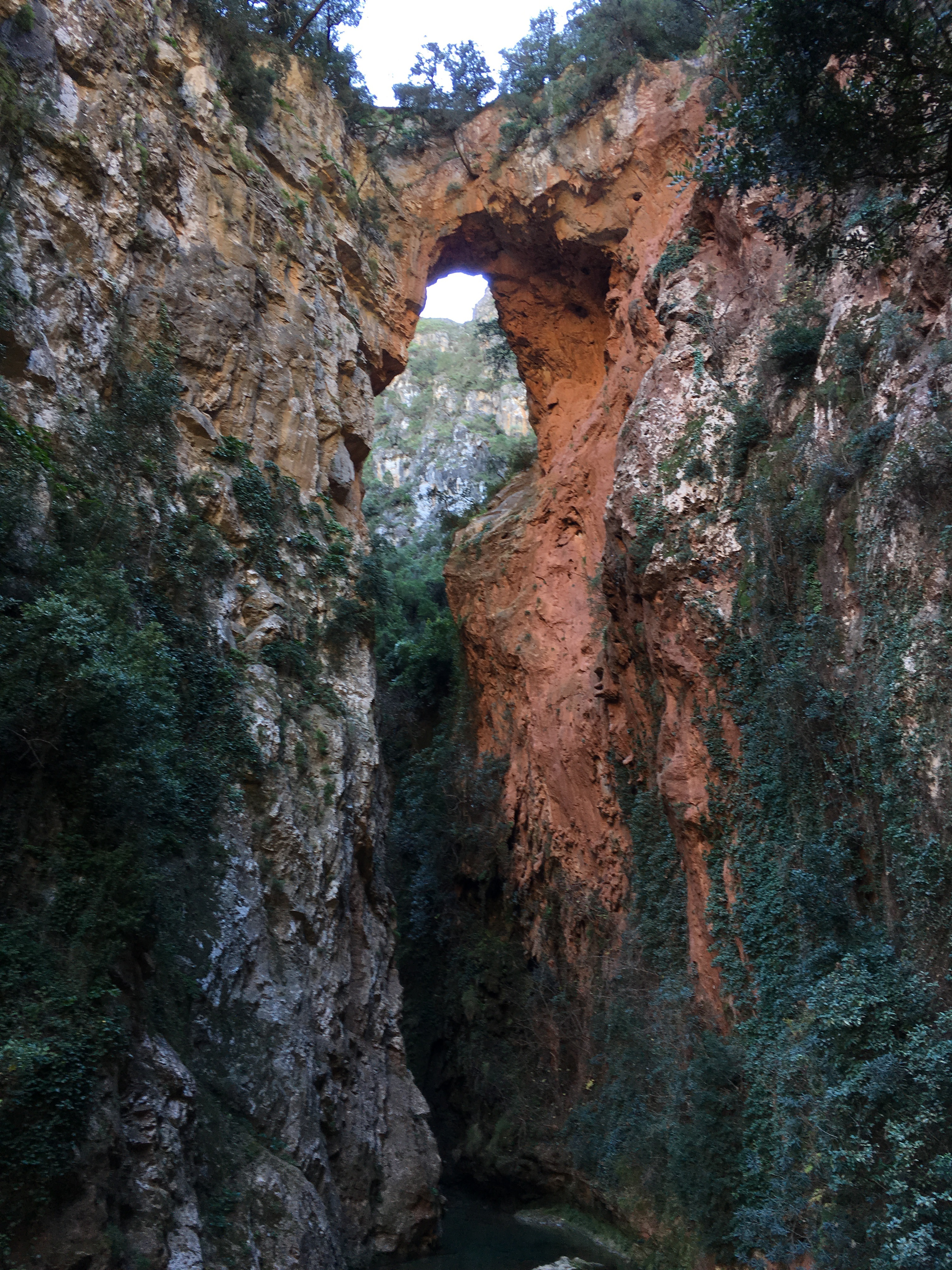
탈라셈탄 국립공원의 신의 다리

### 동식물상
이 공원은 스페인/마그레브 생물 다양성 핫스팟 내에 위치한다. 1380종 이상의 식물 종이 기록되었으며, 이 중 47종은 모로코 고유종이다. 모로코에 자생하는 유일한 스페인 전나무는 공원 중심부에 가장 높은 수준의 보호를 받으며 존재한다. 공원에 서식하는 다른 종으로는 멸종 위기에 처한 아틀라스 삼나무와 안달루시아 벨라돈나가 있다.
수염수리와 100여 종 이상의 다른 조류가 이 공원에서 관찰되었다. 이 공원은 버드라이프 인터내셔널에 의해 중요조류지역 (IBA)으로 지정되었는데, 이는 바르바리자고, 붉은목쏙독새, 르바일랑딱따구리, 관머리숲새 및 사르데니아숲새, 얼룩무늬찌르레기, 무시에스붉은꼬리딱새, 그리고 검은귀바위종달새 및 검은바위종달새의 상당한 개체군을 지원하기 때문이다. 존재하는 다른 동물로는 바르바리마카크, 그리스거북, 다비늘원통형스킨크 등이 있다.